# آتلتیکا
آتلتیکا (انگلیسی: Atletica) شرکت تجهیزات ورزشی مکزیکی است، که در سال ۱۹۹۵ توسط خوزه مارتینز رامیرز تأسیس شد.